# أنطونيو كزافييه بيريرا كوتينو
أنطونيو كزافييه بيريرا كوتينو (بالبرتغالية: António Xavier Pereira Coutinho‏) هو كيميائي وعالم نبات برتغالي، ولد في 11 يونيو 1851 في لشبونة في البرتغال، وتوفي في 27 مارس 1939 في الكابيدشي في البرتغال.